# Конвертируемость валют
Конвертируемость (от лат. convertere «обменять») — свойство валют обмениваться между собой.
Валюта конвертируема, если резиденты и нерезиденты (иностранцы) имеют права в неограниченном количестве обменять её на другую валюту или банковские металлы. Это право обычно гарантируется центральным банком страны, в которой валюта циркулирует.
Если в стране действует золотой стандарт или биметаллизм, то возможен обмен валюты на золото или серебро.
Наибольшую свободу по обмену валют предоставляет международный валютный рынок. Обычно, обращающиеся на нём валюты называют свободно конвертируемыми (СКВ).
Во многих странах действуют режимы валютных ограничений — устанавливаются ограничения для резидентов и/или нерезидентов на владение и/или совершение операций с валютными ценностями. Неконвертируемые валюты действуют только в той стране, в которой они выпущены. (Например, марка ГДР была неконвертируемой, в отличие от марки ФРГ).
Конвертируемость облегчает международную торговлю, но осложняет финансовое управление внутри страны. Приток иностранной валюты становится эквивалентом внутренней денежной эмиссии, что может приводить к неконтролируемой инфляции. С другой стороны, конвертируемость валюты может позволить «экспортировать» инфляцию в другие страны. Для этого необходимо передать образовавшуюся внутри страны инфляционную денежную массу другим странам, например, в виде кредитов под низкий процент. 